# Marin (priimek)
Marin  je priimek v Sloveniji in tujini. Po podatkih Statističnega urada Republike Slovenije je na dan 1. januarja 2010 v Slovenjiji uporabljalo ta priimek 537 oseb.  

## Znani slovenski nosilci priimka
- Ciril Marin (1904—1985), ljudski pevec
- Darko Marin (1938—?), novinar, urednik, informacijski funkcionar
- Ivan (Janez) Marin starejši (1912—?), glasbenik, skladatelj, kapelnik rudarske godbe
- Ivan Marin mlajši (1938—2021), klarinetist, godbenik, zborovodja, glasbeni šolnik, dirigent
- Jan Marin (*1992), filmski režiser, scenarist
- Janez Marin (*1977), glasbenik tolkalist, muzikolog, dirigent, pedagog
- Jožica Marin (*1947), mikrobiologinja, klinična virologinja
- Ladislav Marin, glasbeni šolnik
- Marko Marin (1930—2015), umetnostni zgodovinar, režiser, teatrolog, prof. AGRFT
- Matej Marin (1980—2021), kolesar
- Matjaž Marin, baletni plesalec solist (Maribor)
- Sanja Mlinar Marin, pianistka, pevka zabavne glasbe (v skupini Marin)
- Zlatko Marin (1919—1989), zdravnik otorinolaringolog

## Znani tuji nosilci priimka
- Carlos Marín Menchero (1968—2021), baritonist, pevec skupine Il Divo
- Edwin L. Marin (1899—1951), ameriški režiser
- Gabriel Marin (*1972), romunski veslač
- Gladys Marín (1941—2005), čilska komunistična voditeljica
- Ion Marin (*1960), romunski dirigent
- John Marin (1870—1953), ameriški slikar
- José Marín (*1950), španski atlet, tekmovalec v hitri hoji
- Luis Marín (*1974), kostariški nogometaš
- Mihail Marin (*1965), romunski šahovski velemojster
- John Marin (1870—1953), ameriški slikar
- Mladen Marin (1920—1987), bosansko-hercegovski general
- Sanna Marin (*1985), finska političarka, nekdanja prmierka